# 服部教一

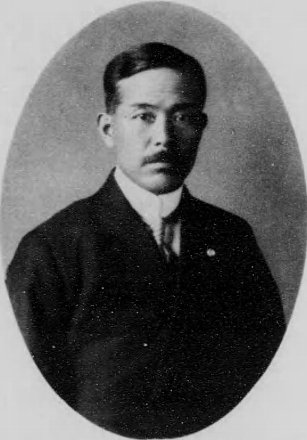
服部教一

服部 教一（はっとり きょういち、1872年8月23日（明治5年7月20日） - 1956年（昭和31年）6月21日）は、日本の衆議院議員（立憲民政党）、参議院議員。

## 経歴
奈良県高市郡阪合村（現在の明日香村）に服部吉平の二男として生まれる。1899年（明治32年）、高等師範学校を卒業。1901年（明治34年）に和仏法律学校（現・法政大学）卒業、同年10月に陸軍教授（東京陸軍地方幼年学校附）に任じられたが、翌月に高等文官試験に合格し、翌年8月には文部省に転属。1904年（明治37年）、留学を命じられ、欧米諸国で教育制度、人口問題、移民問題、社会制度を研究した。1909年（明治42年）に帰国後は、文部省視学官、書記官を務めた。その後内務省に移り、鹿児島県内務部長、広島県内務部長、北海道庁内務部長を歴任した。
退官後は北海道拓殖鉄道社長に就任した。また、北海道高等予備学校校長、日本殖民学校校長、札幌法律学校校長も務めた。
1930年（昭和5年）、第17回衆議院議員総選挙に出馬し、当選。第19回衆議院議員総選挙でも再選された。
戦後の1947年（昭和22年）に第1回参議院議員通常選挙に出馬し、当選を果たしたが、翌年に公職追放となった。

## 著書
- 『日本の将来』（富貴堂書店、1928年）